# Salam Award for Imaginative Fiction
Der Salam Award for Imaginative Fiction ist ein pakistanischer Literaturpreis, der seit 2017 für Kurzgeschichten in englischer Sprache aus dem Bereich der Science-Fiction und Phantastik verliehen wird. Der Name des Preises bezieht sich auf den pakistanischen Physiker und Nobelpreisträger Abdus Salam. 
Die Vergabe erfolgt durch eine Jury auf der Grundlage von Einsendungen. Der Preis ist (Stand 2019) mit 50.000 Rupien dotiert. Außerdem wird der Preisträger durch einen Literaturagenten und einen Lektor betreut, erhält die Reisekosten zur Teilnahme an der FunctionallyLiterate-Leseveranstaltung in Orlando, Florida, und kann als geladener Gast an der International Conference on the Fantastic in the Arts (ICFA) teilnehmen.
Bisherige Preisträger waren:
- 2019 Kehkashan Khalid: The Puppetmaster
- 2018 Akbar Shahzad: Influence
- 2017 Firuza Pastakia: The Universe is a Conscientious Gardener